# 松本政博
松本 政博（まつもと まさひろ、1948年〈昭和23年〉4月20日 - ）は、日本の政治家。長崎県南島原市長（3期）。

## 来歴
1967年（昭和42年）3月、長崎県立口加高等学校卒業。農業に従事する。1995年（平成7年）、加津佐町議会議員選挙に初当選。2003年（平成15年）に3選。
2006年（平成18年）3月31日、南高来郡加津佐町・口之津町・南有馬町・北有馬町・西有家町・有家町・布津町・深江町が新設合併し南島原市が発足。これに伴って行われた南島原市議会議員選挙に初当選。5月14日、市議に就任。2013年（平成25年）に3選。
2014年（平成26年）5月20日、南島原市長の藤原米幸、副市長の永門末彦ら7人が官製談合防止法違反や公契約関係競売入札妨害の疑いで逮捕される。6月26日、藤原は辞職。これに伴って7月20日に行われた市長選挙で元市議の梶原重利、元市職員の伊藤剛らを破り初当選した。選挙の結果は以下のとおり。
※当日有権者数：41,356人 最終投票率：70.43%（前回比：-12.72pts）
| 候補者名 | 年齢 | 所属党派 | 新旧別 | 得票数   | 得票率 | 推薦・支持 |
| -------- | ---- | -------- | ------ | -------- | ------ | ---------- |
| 松本政博 | 66   | 無所属   | 新     | 12,975票 | 44.96% |            |
| 梶原重利 | 69   | 無所属   | 新     | 10,860票 | 37.63% |            |
| 伊藤剛   | 46   | 無所属   | 新     | 5,023票  | 17.41% |            |

2018年（平成30年）、元県議の松島完を破り再選。
2022年（令和4年）、無投票で3選を果たした。